# Франк, Адольф (философ)
Адольф Франк (фр. Adolphe Franck; 1 декабря 1810, Льокур — 11 апреля 1893, Париж) — французский философ
, профессор, исследователь еврейской философии, автор одного из лучших исследований Каббалы (1843). Член совета министерства народного просвещения и вице-президент еврейской консистории. Главная его заслуга — редактирование философского словаря «Dictionnaire des sciences philosophiques» (1843—1852), составленного при участии лучших философских сил Франции.

## Биография
Родился в еврейской семье. В 14-летнем возрасте Адольф Франк получил звание «חבר» за своё знание Талмуда. Около того же времени стал изучать и светские науки и вступил в коллеж в Нанси, а затем в лицей в Тулузе; в 1832 году получил звание «агреже» по философии, был затем преподавателем по философии в колледжах в Дуэ, Нанси, Версале, а с 1840 года профессором в лицее Карла Великого в Париже. В 1840 году Франк стал одновременно читать свой курс по философии и в Сорбонне, в 1842 году был назначен помощником куратора королевской библиотеки; в следующем году начал издавать свой «Dictionnaire des sciences philosophiques».
В 1844 году Франк был избран членом Академии моральных и политических наук; в 1847 году Франк открыл курс по социальной философии в Сорбонне; в 1848 году занял место Бартелеми-Сент-Илера  в Коллеж де Франс по кафедре античной философии. С 1850 года состоял постоянным членом фр. Conseil supérieur de l'instruction publique и затем Conseil impérial de l’Instruction Publique.
Франк состоял президентом антиатеистической лиги, был одним из основателей Лиги мира (1867), журнала «Paix Sociale» и редактором «Journal des savants». На конгрессе в Мейланде (1881) Франк был представителем Франции. С 1866 года оставил свой пост в Коллеж де Франс и стал все заниматься делами французского еврейства, интересы которого близко занимали его и раньше. Франк долгое время был вице-президентом еврейской консистории в Париже, президентом Всемирного еврейского союза (после смерти Кремьё), а с 1888 года президентом фр. Société des études juives. В 1870 году Франк представился Карлу Румынскому и хлопотал перед ним об улучшении правового положения евреев в Румынии. Переписка его с Бларембергом по поводу положения евреев в Румынии была напечатана в бухарестском журнале «лат. Ероса» (1887).

## Труды
Адольф Франк издал на французском языке:
- «Опыт истории логики» (фр. Esquisse d’une histoire de la logique; 1838) — по мнению авторов ЭСБЕ во всём уступает сочинению Прантля[3].
- «La Kabbale ou philosophie religieuse des hébreux» (Париж, 1843; 2-e изд., 1889; нем. перевод в обработке А. Еллинека появился в Лейпциге, 1844; евр. перевод в «Bibliotheca schel Hed ha-Seman», 1910)
- «Dictionnaire des sciences philosophiques» (1843—1852 в шести томах; 2-е издание, 1875; 3-е издание, 1885)
- «De la certitude» (1847)
- «Le communisme, jugé par l’histoire» (1849)
- «Paracelse et l’Alchimie aux XVI siècle» (1855)
- «Le rôle de juifs dans le développement de la civilisation» (Archives Israélites, 1855)
- «Etudes orientales» (1861)
- «Réformateurs et publicistes de l’Europe» (3 серии, 1863—1893)
- «Philosophie du droit pénal» (1864)
- «Philosophie de droit civil» (1866)
- «Philosophie du droit ecclésiastique» (1864)
- «La philosophie mystique en France à la fin du XVIII siècle» (1866)
- «Philosophie et religion» (1867)
- «Morale pour tous» (1868)
- «La vraie et la fausse égalité» (1868)
- «Moralistes et philosophes» (1871)
- «Le Capital» (1872)
- «Projet de Constitution» (1872);
- «La Religion et la science dans le judaïsme» (1883)
- «Essai de critique philosophique» (1885)
- «Nouveaux essais» (1890)
- «Nouvelles études» (1896)

### Исследование Каббалы (1843)
Наиболее известный труд Адольфа Франка «La Kabbale», по мнению авторов ЕЭБЕ, — блестящий по форме и композиции, но страдает крупными недочётами, за которые гебраист М. Штейншнейдер подвёрг его резкой критике.
Адольф Франк на основании сравнений с различными философскими и мистическими системами пытается доказать древность происхождения Каббалы и в частности её основного памятника «Зогара». Заслуга Франка заключается в изучении Каббалы с научными приёмами: благодаря блестящей форме труда на Каббалу было обращено внимание учёного мира. Труд о Каббале распадается на три части:
- во введении Франк разбирает сущность Каббалы и её влияние на религиозно-философскую мысль у евреев и христиан, излагает историю изучения Каббалы и обзор трудов о Каббале;
- в первой части Франк разбирает мистические элементы в Мишне и Талмуде (гл. I), источники Каббалы, останавливаясь в особенности на Сефер Йецира и Зогаре (гл. II), вопрос о датировке Зогара и наиболее древних элементов последнего: םפרא דצניעותא, אדרא רנה ואידרהזוטא (гл. III).
- Вторая часть заключает анализ Сефер Йецира (гл. I), Зогара, разбирает аллегорический метод в Каббале (гл. II), учение Каббалы о природе Бога, Эйн Соф, десять сефирот и т. д. (гл. III), учение Каббалы о добре и зле (гл. IV), учение Каббалы о душе, основы Каббалы.
- Третья часть рассматривает все философские системы, имеющие какое-либо отношение к учению каббалы: платонизм (гл. I), иудео-александрийскую философию и неоплатонизм (гл. II), систему Филона (гл. III), христианство, зороастризм.
- В конце книги приложены две главы о хасидах «La secte des nouveaux Hassidim» и о франкистах «La secte des Zoharites ou antithalmudistes».